# Muzeum v Bílovci
Muzeum v Bílovci se nachází v blízkosti zámku v měšťanském barokním domě z poloviny 18. století na adrese Zámecká 691/5, který dříve sloužil správě panství rodu Sedlnických. Muzeum je věnováno zejména historii Bílovce a místního průmyslu. Ve sklepení skřítci Picmochové přibližují dětem tradiční řemesla.

## Historie
Počátky muzea a vytváření jeho sbírek jsou spjaty již s přelomem 19. a 20. století, kdy se tohoto úkolu, tehdy ještě v převážně německy osídleném Bílovci, chopili učitelé Franz Wolf a Leo Benzig. Veřejnosti byly sbírky představeny v roce 1920 v sídle zámku. V roce 1924 však byly přesunuty do správní budovy panství, na ulici Zámecká do domu čp. 691, kde muzeum sídlí dodnes. Rok 1925 se stal významným mezníkem v historii muzea, došlo k jeho slavnostnímu otevření a odhalení muzejních exponátů, které dokumentovaly historický vývoj města i běžný život jeho obyvatel.
Bohatý rozvoj spolkového života, který s sebou přinesla dvacátá léta 20. století, však byl záhy přerušen nejenom německou okupací, ale především druhou světovou válkou, která poznamenala i další osudy muzejních sbírek. Ty byly zčásti zničeny či odcizeny a došlo rovněž poškození budovy. Postupná obnova vyvrcholila v 50. letech vydáváním vlastivědně orientovaného časopisu Bílovecko, které našlo své zázemí právě v muzeu. V roce 1963 se bílovecké muzeum stalo součástí tehdejšího Okresního vlastivědného muzea v Novém Jičíně, jehož pokračovatelem je dnes Muzeum Novojičínska, které mělo bílovecké muzeum ve své správě až do roku 2014.

## Budova
Historická budova muzea byla postavena v letech 1767–1769 jako patrový úřednický dům, tj. bydlení pro úředníky nedalekého zámku. V průběhu historického vývoje se z úřednického domu v 1. polovině 20. let 20. století stalo muzeum, které v dnešní podobě provozuje Kulturní centrum Bílovec, příspěvková organizace. Budova byla k 17. říjnu 1966 zapsána jako kulturní památka.
V minulých desetiletích docházelo k postupné stavební devastaci, způsobené nadměrnou vlhkostí a působením dřevomorky. V roce 2007 tak bylo rozhodnuto o celkové rekonstrukci a modernizaci objektu. Od listopadu 2011 do srpna 2014 proběhla v odborné součinnosti s Muzeem Novojičínska rozsáhlá rekonstrukce budovy včetně instalace nové expozice, resp. modernizace výstavní expozice, která byla nově uspořádána a doplněna o exponáty dokumentující dějiny města Bílovce, jeho textilní výrobu, zámek a správu bíloveckého panství včetně produkce nejvýznamnější bílovecké továrny Massag a.s., dříve Salcher. Do přízemí bylo pro zajištění většího komfortu návštěvníků nově přestěhováno z budovy radnice na Slezském náměstí městské informační centrum. Projekt rekonstrukce byl podpořen evropskou dotací v rámci Regionálního operačního programu NUTS II Moravskoslezsko.

## Expozice

#### Historie Bílovce
Muzejní expozice, která byla nově otevřena pro veřejnost na podzim roku 2014, seznamuje s historickým i správním vývojem města Bílovce. Muzeum má bohatou sbírku cechovních předmětů — cechovní truhlice, pokladnu a cechovní pohřební štítky z roku 1804. Průvodce na vybraných exponátech přiblíží kromě jiného i roli textilní výroby, která byla už od středověku pro město velmi významná. Zmiňuje i místní zámek a šlechtické rody, které zámek a bílovecké panství v minulosti spravovaly.
Písař zájemce provede také svou kanceláří, kde se dokonce zhmotní. Povypráví, co obnášela práce městského písaře a co ke své práci potřeboval. Zajímavostí v této místnosti jsou ocejchované míry, jako je kovový sáh, kovový loket či dřevěná vojenská míra.
Další expozice zavede návštěvníky do 19. století do továrny Salcher, která vyráběla knoflíky z kamenáčových (slonovníkových) ořechů (surovina dovážená ze zámoří). Mathias Salcher, původní majitel, vyvážel knoflíky do celého světa. Salcherův výrobní program se začal postupně rozšiřovat nejen o produkci látkových a kovových knoflíků, ale rovněž o výrobu textilní galanterie, obuvnických doplňků, pistonů (speciálních ručních strojků) a lisů na zarážení nýtů a kroužků, drobného kovového sortimentu, per pro umělecké psaní i kuřáckých potřeb. Velice významným produktem Salcherovy továrny byla lyžařská vázání, unikátní je zejména vázání Kandahár. Původní švýcarská licence na výrobu tohoto vázání byla továrnou zakoupena a zdokonalena tak, že se společnost Massag stala monopolním producentem tohoto bezpečnostního lyžařského vázání a přispěla k rozvoji lyžařského sportu u nás i ve světě. V muzeu návštěvníci naleznou historické vzorníky produkce továrny, které zprostředkovávají dlouholetý vývoj této firmy až do dnešních dnů.

#### Kouzelné sklepení

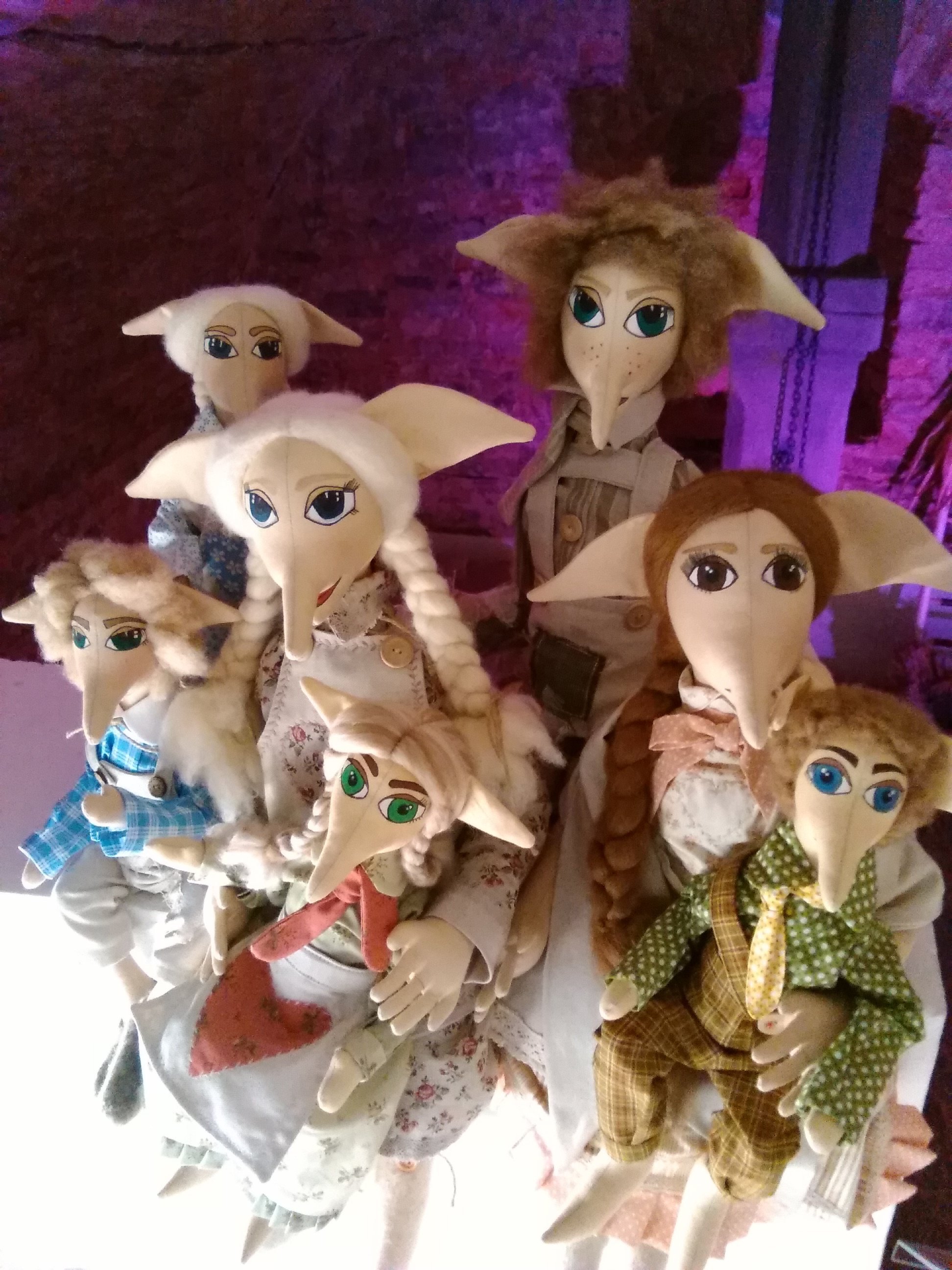
Děti picmoších rodin, které v kouzelném sklepení bíloveckého muzea bydlí

Kouzelné muzejní sklepení je plné skřítků Picmochů ze dvou rodin, Barnabášovy a Tvořimírovy. Skřítci dětem přiblížují tradiční řemesla. Děti se navíc mohou zapojit do projektu Pohádkové Poodří a sbírat skřítky ze širokého okolí.
Tatínek Barnabáš vyrábí ořechovici a také krásné knoflíky z kamenáčových ořechů. Maminka Madlenka zase maluje krásné obrázky. Jejich děti Kryšpínka, Hadriánek, malá parádnice Apolenka, Jozífek a nejmladší Dorotka spící v kolébce jim i přes občasné zlobení dělají radost. Hlavou Tvořimírovy rodiny je kovář Tvořimír. Ten nejenom vyrábí koníkům podkovy, ale také trhá dětem bolavé zoubky. Maminka Gerta je kořenářka a zná tajné bylinky, které tyto bolesti rychle napraví. Jejich synek Lojzík, to je pořádný větroplach, nejraději si hraje s prakem a tak občas vyvede pořádnou neplechu. Dcerka Marjánka se zase ráda houpe na houpačce. A Barunka a Cecilka jsou velmi šikovné a mamince pomáhají se sbíráním bylin. Ve sklepě bydlí také mnich Jetřich a poustevník, kteří se pod pranýřem modlí za duše lidí, kteří byli podrobeni trestu. Domov zde našel také pastýř Metůdek. Právě ten se svými ovečkami spatřil okénko sklepení a všechny sem přivedl. Mlynář Jeroným zase na váze decimálce váží obilí a připravuje mouku na vynikající a vyhlášený picmoší chleba.

#### Dočasné výstavy
Muzeum Bílovec pořádá ročně pět až šest dočasných výstav, které se věnují umění, historii regionu, vědě nebo jiným zajímavostem.